# Gnamptogenys aspera
Gnamptogenys aspera is een mierensoort uit de onderfamilie van de Ectatomminae. De wetenschappelijke naam van de soort is voor het eerst geldig gepubliceerd in 2003 door Morgan, Mackay & Pachero.